# Harvesse
Harvesse ist eine Ortschaft der Gemeinde Wendeburg im Landkreis Peine in Niedersachsen.

## Geographie
Harvesse liegt 2 km nördlich von Wendeburg und etwa 13 km nordwestlich von Braunschweig auf einer mittleren Höhe von 68 m ü. NN. Das Ortsbild ist von der Landwirtschaft geprägt. In den vergangenen Jahren ist nach und nach das Neubaugebiet „Harvesser Ring“ entstanden, wobei die traditionellen Strukturen erhalten blieben. Fast alle Neubauten in Harvesse haben sich seitdem an die beiden Dorfteile angeschlossen. Sie liegen verkehrsmäßig günstig, nämlich fast unmittelbar an der Durchgangsstraße Peine–Gifhorn. Etwa einen Kilometer nördlich von Harvesse befindet sich der Hungerkampsee.

## Geschichte
Der älteste urkundliche Nachweis stammt aus dem Jahr 1160. Harvesse – 1160 Herwardessen – wurde 1160 vom Grafen Ludolf von Peine dem Kloster Riddagshausen geschenkt und verblieb bis 1840 in dessen Besitz.
In der ersten urkundlichen Erwähnung ist bereits eine Kirche genannt. Die heutige Harvesser Kirche stammt aus den Jahren 1867/68.
Am 5. September 1840 wurde das Klostergut Harvesse vom Kloster Riddagshausen an die Einwohner für 6000 Taler verkauft. Damit waren die Harvesser freie Besitzer ihres Grund und Bodens geworden und die mittelalterlichen Zustände und Verhältnisse fanden ein Ende.
Ab etwa 1900 begann die Erweiterung des Ortes. Es entstanden jetzt das eigentliche „Mitteldorf“ und nach 1912 auch die ersten Häuser des „Oberdorfes“.
Am 1. März 1974 wurde Harvesse in die Gemeinde Wendeburg eingegliedert.

## Wappen
Drei markante Eichen in Harvesse sind im Ortswappen zu einem dreiblättrigen silbernen Eichenzweig im roten Schild vereinigt: die Luther-Eiche, 1883 zum 400. Geburtstag von Martin Luther gepflanzt, die Wilhelms-Eiche, die anlässlich des 90. Geburtstages von Kaiser Wilhelm I. 1887 hinzukam, und die 1960 zur 800-Jahr-Feier gepflanzte Jubiläumseiche. Die beiden Eicheln symbolisieren die Gemeinschaft zwischen Ober- und Unterdorf. Das Wellenband ist die Aue/Erse als Westgrenze der Gemarkung. Die Farbgebung rot-weiß bezieht sich auf das Kloster Riddagshausen als jahrhundertelangem Grundeigentümer, von der sich die Ortsgemeinschaft im 19. Jahrhundert freikaufte. Das Wappen wurde bei der 825-Jahr-Feier, 2.–5. Mai 1985, öffentlich vorgestellt und am 8. Oktober 1985 vom Verwaltungsausschuss der Gemeinde Wendeburg beschlossen. Entwurf: Kurt Bratmann/Wilhelm Krieg.

## Wirtschaft und Infrastruktur

### Industrie
Im Jahr 2012 begann die Planung der Volkswagen AG, ein Logistikzentrum bei Harvesse zu bauen. Am 24. Februar 2014 wurde der erste Spatenstich ausgeführt und im Mai 2015 eröffnete das Logistikzentrum, in dem 150 Beschäftigte in einem Drei-Schicht-System arbeiten, offiziell.
Die Verbindung zum VW-Werk in Braunschweig wird über einen neuen Bahnanschluss gewährleistet. Mit ungefähr 900 Metern neuen Gleisen konnte das Zentrum an die bereits bestehende und teilweise sanierte Bahnstrecke Celle–Braunschweig angebunden werden.

### Verkehr
Es besteht Verbindung zur A2 und an die B214.
Es besteht eine Buslinie nach Braunschweig sowie eine Buslinie nach Vechelde. Für eine Fahrt nach Peine muss man in Wendeburg umsteigen.
Anschluss zum Schienenverkehr besteht in Braunschweig, Vechelde und Peine.

## Vereinsleben
Es gibt die Freiwillige Feuerwehr, den Heimatverein Harvesse und weitere ehrenamtlich tätige Organisationen.